# Дільнозахон Каттахонова
Дільнозахон Каттахонова (нар. 2 липня 1991) — узбецька політична діячка, з 2020 року обіймає посаду першої заступниці директора Агентства у справах молоді Республіки Узбекистан. Раніше Каттахонова очолювала дитячу організацію «Камалак», яка є найбільшим учнівським об'єднанням у країні (2018–2020). У червні 2021 року Каттахонову було нагороджено державною нагородою Орден «Дустлік» Президентом Узбекистану. Має науковий ступінь доктор філософії з політичних наук..

## Кар'єра
У 2014 році закінчила бакалаврат в Національний університет Узбекистану імені М. Улугбека. У 2016 році здобула ступінь магістра в тому ж університеті. З 2014 по 2016 рік працювала провідною спеціалісткою у Відділі соціальних і правових проєктів Центральної ради Молодіжного соціального руху «Камолот». У 2016–2017 роках обіймала посаду головної спеціалістки у Відділі розвитку міжнародних зв'язків і підтримки неурядових некомерційних організацій Комітету жінок Узбекистану. 5 липня 2017 року на засіданні Республіканської ради з питань молоді була обрана заступницею голови Центральної ради Союзу молоді Узбекистану. З 2018 по 2020 рік очолювала дитячу організацію «Камалак». З 2018 року є незалежною дослідницею в Академії державного управління при Президенті Республіки Узбекистан. У березні 2022 року здобула ступінь доктора філософії. 10 липня 2020 року призначена заступницею директора новоствореного Агентства у справах молоді Республіки Узбекистан. 20 грудня 2023 року призначена першою заступницею директора Агентства у справах молоді.

## Нагороди
Є однією з перших лауреаток Державної премії імені Зульфії. У 2020 році увійшла до списку 40 перспективних лідерів у державних установах, а також до переліку 35 найвпливовіших жінок у сфері державного та громадського управління. У 2021 році потрапила до списку 40 жінок, які працюють у державних структурах, установах та великих громадських організаціях. У тому ж році нагороджена медаллю «Маʼнавият аълоҳчиси» Національної гвардії Узбекистану, а також медаллю «Халклар дўстлігі» Комітету з міжнаціональних відносин і дружніх зв'язків із зарубіжними країнами при Уряді Узбекистану. 30 червня 2021 року отримала нагороду «Дўстлік» від Президента Республіки Узбекистан.